# Tokugawa Ieyoshi
En aquest nom japonès, el cognom és Tokugawa.
Tokugawa Ieyoshi (徳川 家慶, 22 de juny del 1793 – 27 de juny del 1853) va ser el dotze shōgun del shogunat Tokugawa del Japó. Va ser segon fill del shogun Tokugawa Ienari. Fou nomenat shogun el 1837 després de la mort del seu pare. Va fer encarregar a Mizuno Tadakuni l'elaboració de la reforma Tenpō. Es va mostrar sorprès després l'arribada de les naus de Matthew Perry a la vall de Tòquio el 1853. Poc després, va emmalaltir i va morir.